# Gottfried Semper
Gottfried Semper (Hamburgo, Alemania, 29 de noviembre de 1803 - Roma, Italia, 15 de mayo de 1879) fue uno de los arquitectos alemanes más significativos de mediados del siglo XIX.
Se destaca por el historicismo ecléctico, recordando que el historicismo se dedica a imitar las corrientes de la antigüedad, como la greco-romana, y el ecléctico se define más como la actitud de compaginar diferentes estilos históricos y esto nos puede ayudar a entender más la mente y la arquitectura de Gottfried Semper.
Es junto con Taine, el otro gran exponente de la repercusión positivista sobre la concepción del arte y de su evolución histórica. 

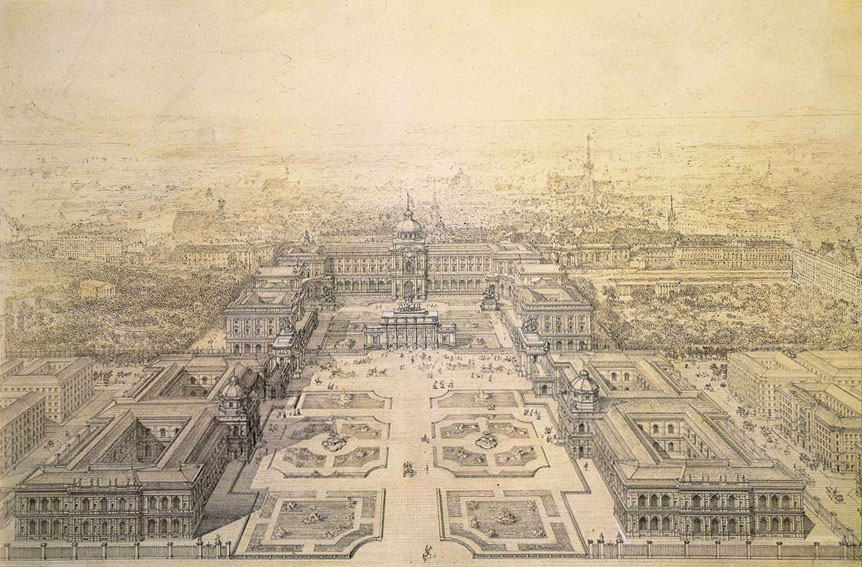
El Fórum en Viena.

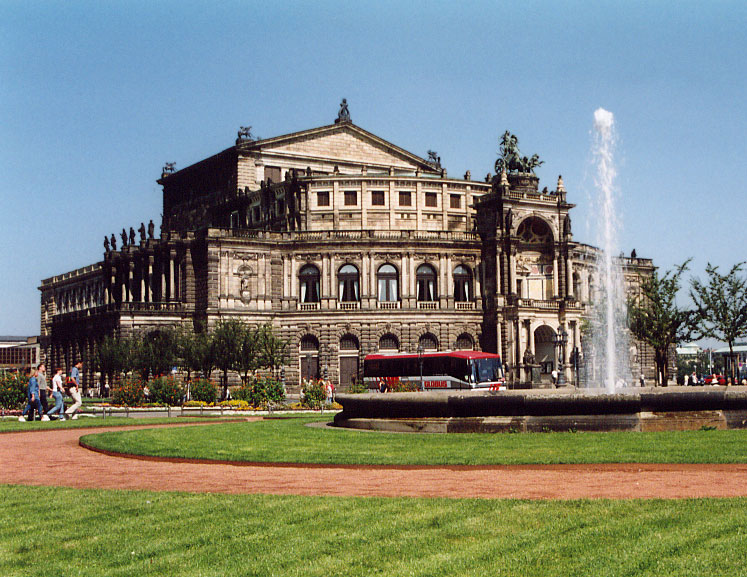
La Ópera de Semper de Dresde.

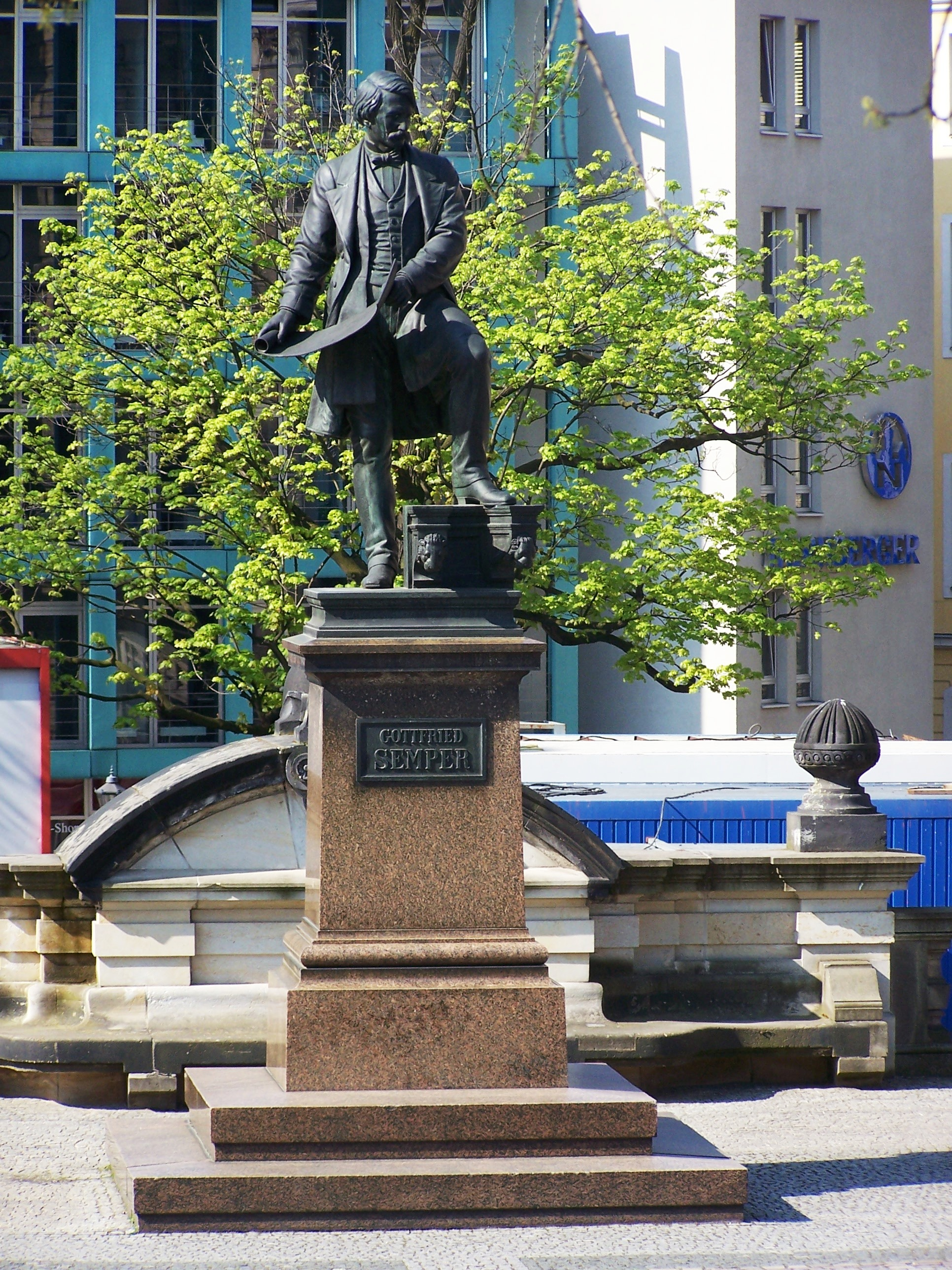
Su estatua en Dresde.

Semper fue arquitecto teatral de Richard Wagner en la Viena de la segunda mitad del siglo XIX. Aquí proyecta la Burgplatz exterior con la intención de unir el Palacio Imperial de Hofburg con los Museos de Historia Natural y de Historia del Arte. También fue cofundador del Museum South Kesington, proyecto que pretendía unificar arte e industria. En todos los casos vemos cómo incluso en su práctica arquitectónica Semper estaba relacionado con la museística, las ciencias naturales y la técnica, todos ellos ámbitos positivistas.
El interés por el aspecto técnico fue una de las constantes en la reflexión sobre el arte desde mediados del siglo XIX, llegando incluso a sobreestimarse respecto a otros factores cuando se trataba de arquitectura. Este sería el caso de Violet Le Duc o Dehio, cuya obra teórica debemos poner en relación con Semper.
Si Semper encuentra la raíz de las formas estéticas en las diferentes técnicas, Violet-le-Duc explica el arte medieval, y sobre todo la arquitectura gótica, desde presupuestos de funcionalidad y racionalidad constructiva, producto de una determinada ordenación del material de la arquitectura. Sus teorías se sitúan dentro de la corriente racionalista que subyace en la arquitectura del eclecticismo decimonónico.
Semper fue quien mayor vigor dio entonces al movimiento técnico, hasta tal punto que le otorga tareas estéticas. Este es su mayor logro, y para ello se sirvió, igual que Taine, del modelo de las ciencias naturales.
Aplicando el concepto evolucionista de raíz darwiniana, Semper propone una concepción del arte y de su evolución desde principios objetivos que tienen su patrón en la organización natural. La naturaleza responde a unos principios formales, como la simetría, la proporcionalidad o la dirección, que son necesariamente emulados en la realidad de los objetos y utensilios humanos, en los que la técnica, el material y la finalidad determinan el resultado.
En 1851 publicó Los cuatro elementos de la arquitectura, un intento de explicar el origen de la arquitectura a través de la antropología. El libro divide el edificio en cuatro elementos: el hogar, el suelo, el techo y el cerramiento. El origen de cada elemento se puede encontrar en la tradición artesanal de los pueblos primitivos:
La voluminosa obra en la que Semper dio a conocer su posición fue redactada a partir de 1855, cuando el autor era director de la Escuela de arquitectura de Zúrich, y publicada en dos partes bajo el título El estilo en las artes técnicas y tectónicas (1860-1863). Prestando especial atención a las artes industriales y a la arquitectura, Semper ensaya una hipótesis: la existencia de unos principios objetivos que determinan el nacimiento de los estilos. Y estos principios que ya hemos dicho serían el material elegido, la técnica utilizada y la finalidad práctica deseada. Toda obra es resultado inevitable de estos tres factores, de los cuales dependerán también los tipos y evolución artística. 
Este determinismo semperiano, que parece tan cerrado, necesita asimismo matizaciones. En primer lugar, el autor procura contemplar no sólo los factores dichos, sino también influjos locales y de la propia personalidad artística.
En segundo lugar, los tres principios básicos de Semper (material, técnica y finalidad) se aplican fundamentalmente en las formas esenciales, es decir, el estilo inicial, y, sin embargo, pierden competencia en el proceso de maduración del estilo; es decir, en la praxis, Semper admite que se pueda alcanzar una libertad estilística.
Semper aplica su método en distintos ejemplos. En el análisis de los vasos cerámicos griegos le sirve como primer modelo. Pero el ejemplo más paradigmático fue el papel que, a su parecer, desempeñaron las técnicas textiles del trenzado y tejido en el nacimiento del estilo geométrico. Este ejemplo fue criticado inmediatamente por Alois Riegl, quien creía que se debía atribuir más independencia a las formas decorativas con respecto a la técnica y al material.

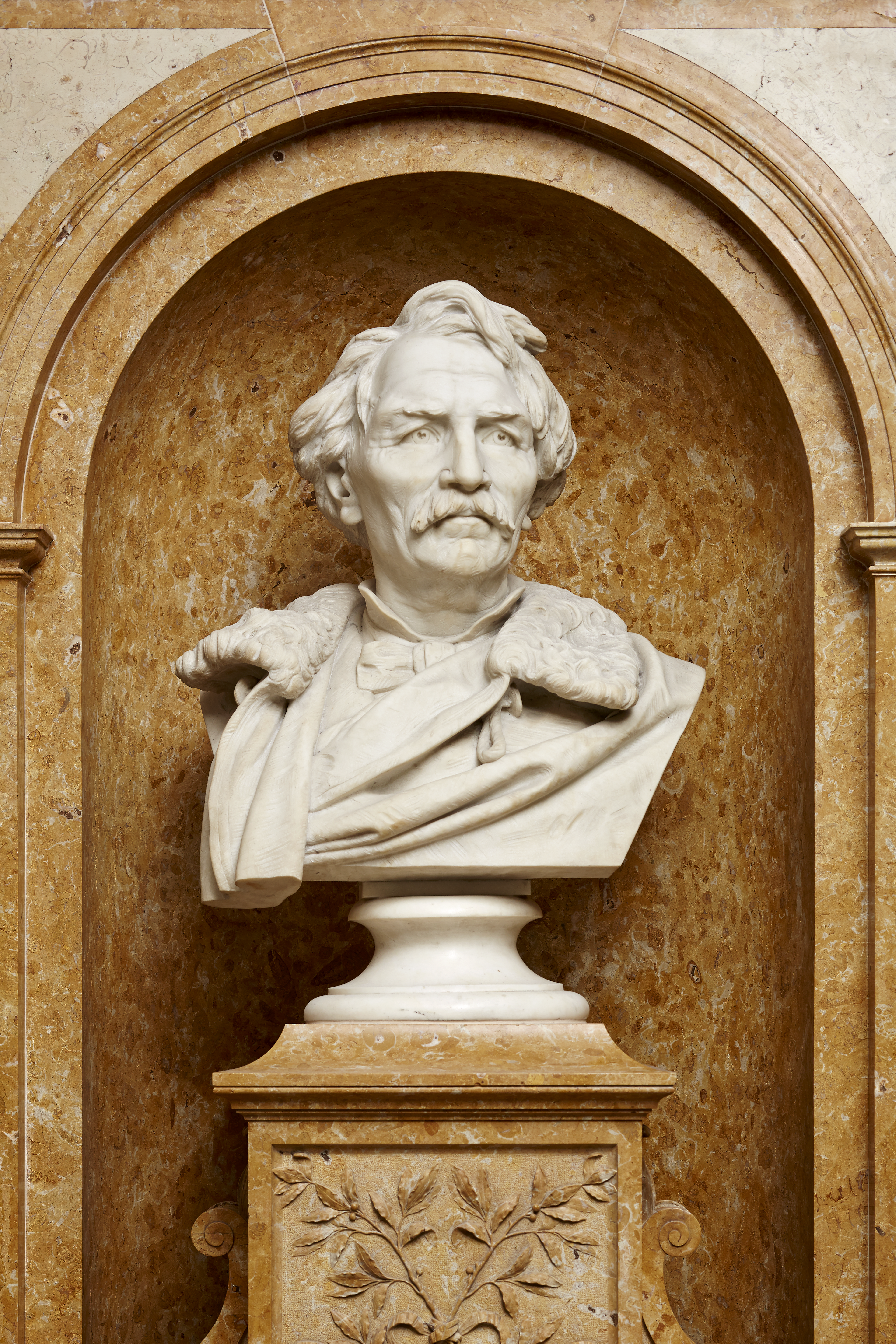
Gottfried Semper (ETH, 1887)

Otro aspecto importante de Semper es la importancia que otorgó a la materialización como esencia del arte, es decir, que la idea artística debe materializarse y, por tanto, que la actividad artística consiste primordialmente en su práctica.
Otro de sus libros se tituló Vorläufige Bemerkungen über bemalte Architektur und Plastik bei den Alten (‘Observaciones provisionales sobre la arquitectura y escultura policromada entre los antiguos’), 1834. En este libro continúa con su debate sobre la Antigüedad clásica. En resumen, habla de la importancia que tiene la relación entre la arquitectura y las condiciones sociales, compara la arquitectura de su época diciendo que esta es esquemática y que las ciudades de la antigüedad muestran esta idea del espíritu y el destino de la comunidad. 
Otro de sus libros fue Der Stil in den technischen und tektonischen Künsten (‘El estilo de las artes técnicas y tectónicas’), en el que trata del fenómeno de la decoración y su importancia para el desarrollo de las civilizaciones. Para Semper, el elemento portante de la forma simbólica es la fachada. 
A Gottfried Semper le interesaba mejorar la arquitectura de su tiempo. Para él la arquitectura no solo era construir por construir, él no podía dejar de lado la cuestión política social, ya que él visualizaba la arquitectura como un reflejo de una sociedad y su época.

## Obras destacadas
- Dresde

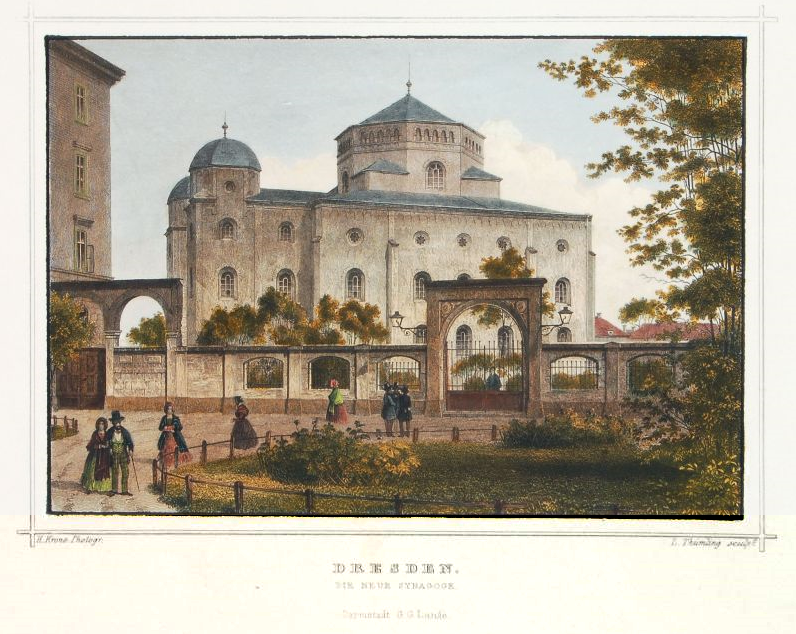
La Sinagoga de Semper (c. 1860)

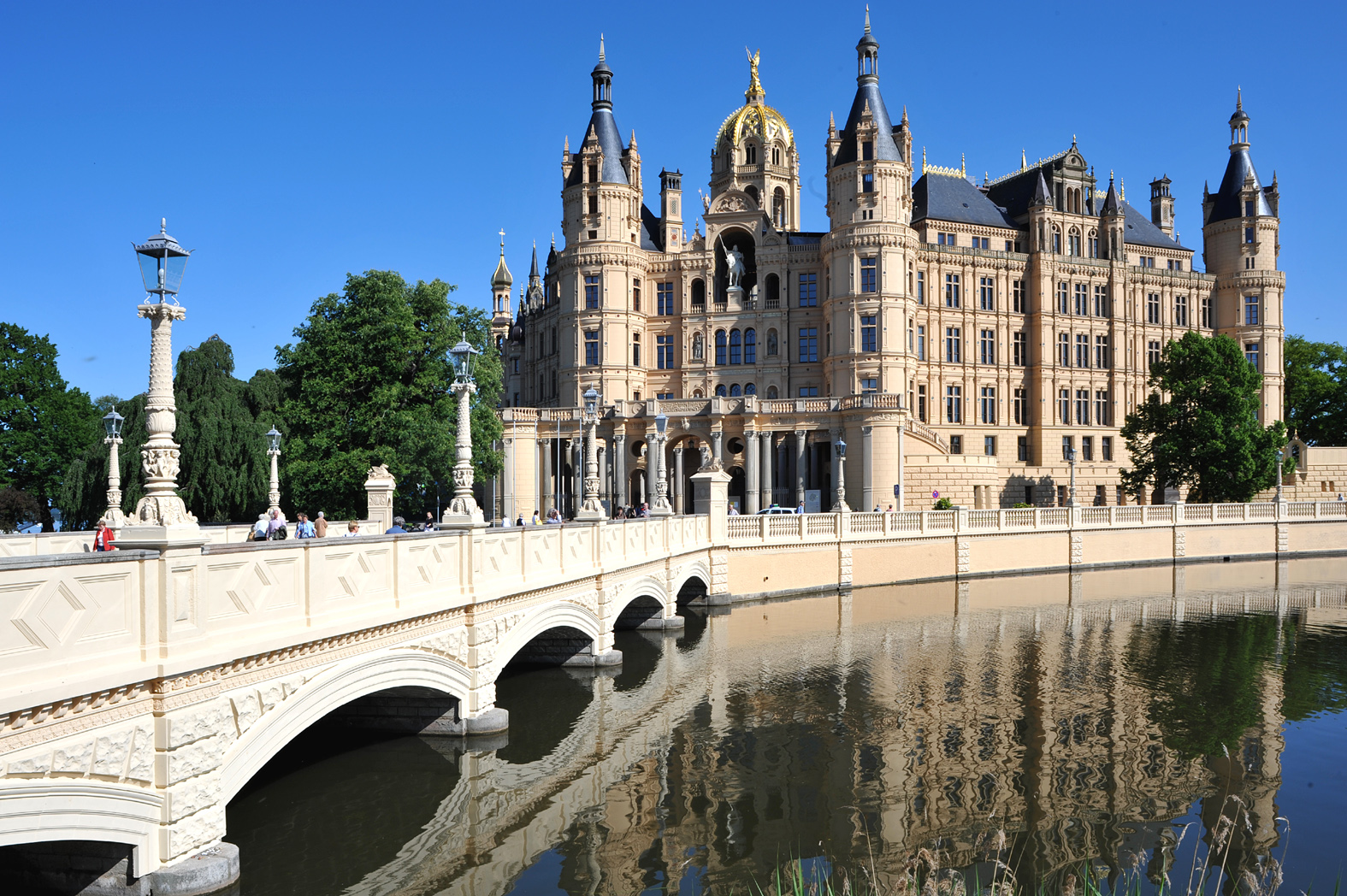
Puente del Palacio de Schwerin (1845-1864)

  - Hospital Maternal (Maternihospital), 1837-1838
  - Hoftheater, 1838-1841 (destruido por un incendio en 1869)
  - Villa Rosa, 1839 (destruida en la Segunda Guerra Mundial)
  - Antigua Sinagoga, 1839-1840 (destruida el 9 de noviembre de 1938 - Kristallnacht)
  - Palacio Oppenheim, 1845-1848
  - Galería Semper (Galería de Pinturas de los Maestros Antiguos), 1847-1855
  - Neues Hoftheater (Ópera de Semper), 1871-1878
- Branitz (cercanías de Cottbus)
  - Ampliación del Palacio de Branitz, 1847-1849
- Schwerin
  - Palacio de Schwerin, 1845-1857 (junto con Friedrich August Stüler, Georg Adolf Demmler y Ernst Friedrich Zwirner)
- Zürich
  - Ayuntamiento, 1858 (solo el concepto para concurso; no construido)
  - Escuela Politécnica (ETH Zúrich), 1858-1864
  - Observatorio, 1861-1864
- Winterthur
  - Ayuntamiento, 1865-1869
- Viena
  - Teatro Municipal (Burgtheater), 1873-1888
  - Museo de Historia del Arte (Kunsthistorisches Museum), 1872-1881 (finalizado en 1889)
  - Museo de Historia Natural (Naturhistorisches Museum), 1872-1881 (finalizado en 1891)

## Homenajes
El asteroide (6353) Semper fue nombrado en su honor.